# 李凑
李湊（9世纪814年后—835年2月10日），唐穆宗第六子，生母不详。
生年不詳，當在814年後。長慶元年（821年）三月，李湊被封為漳王。與長兄唐敬宗李湛（封景王）、次兄唐文宗李涵（封江王）、弟李溶（封安王）及弟唐武宗李瀍（封潁王）等同封。年少時雅裕、有尋矩。
及至其兄唐文宗即位後，深感宦官王守澄的威脅，所以秘密與宰相宋申錫暗中策劃除掉宦官，卻為王守澄門客鄭注探聽出來以告王守澄，王守澄遂謀先事殺宋申錫。王守澄又以漳王賢明及有聲望，因而意欲株連大臣族夷漳王。
大和五年（831年），王守澄乃令神策虞候豆盧著上飛變，且言：「宮史晏敬則、朱訓與申錫暱吏王師文圖不軌，訓嘗言上多疾，太子幼，若兄終弟及，必漳王立。申錫陰以金幣進王，而王亦以珍服厚答。」
當即捕朱訓等系神策軍獄中屈打成招，唐文宗因此宣佈李湊及宋申錫罪狀。諫官群伏閤力諫，爭取將獄事移到外庭來覆按。鄭注等懼怕覆按事洩，乃請下詔貶漳王。唐文宗中計，因此廢黜李湊為巢縣公。命中人持詔即賜，且慰曰：「國法當爾，無它憂！」
大和九年正月（835年）李湊薨，追贈齊王。鄭注後來因甘露之变被誅，唐文宗因為自己不英明並哀痛李湊被讒而死，開成三年（838年）追贈李湊為懷懿太子。

## 延伸阅读
[在维基数据编辑]
 《舊唐書/卷175》，出自刘昫《舊唐書》